# ادم لکسالت
ادم لَکسالت (انگلیسی: Adam Laxalt؛ زادهٔ ۳۱ اوت ۱۹۷۸) وکیل و سیاستمدار آمریکاییست که از ۲۰۱۵ تا کنون به عنوان ۳۳مین دادستان کل نوادا مشغول به کار است. او که جمهوری‌خواه، است افسر نیروی دریایی ایالات متحده آمریکا بوده‌است. او هم‌اکنون نامزد انتخابات فرمانداری نوادا است.
لکسالت پسر پیت دومنیچی، سناتور فقید ایالات متحده از نیومکزیکو، و و نوه پل لاکسالت سناتور و فرماندار سابق جمهوریخواه نوادا است. مادر لکسالت او را به تنهایی بزرگ کرد. تا سال ۲۰۱۳ والدین لکسالت اعلام نکرده بودند پدر او کیست. در آن سال دومنیچی اعلام کرد لکسالت پسر اوست و بر اثر یک رابطه خارج از ازدواج به دنیا آمده‌است.